# Diamanga (Tansarga)
Pour les articles homonymes, voir Diamanga.
Diamanga est une commune rurale située dans le département de Tansarga de la province de la Tapoa dans la région de l'Est au Burkina Faso.

## Santé et éducation
Le centre de soins le plus proche de Diamanga est le centre de santé et de promotion sociale (CSPS) de Tansarga.